# Grande excavation
La grande excavation est une pyramide inachevée datant sans doute de la IVe dynastie et qui se situe actuellement dans une zone militaire à Zaouiet el-Aryan. Seule une grande tranchée en forme de « T » a été creusée dans le sol rocheux et quelques pierres des premières assises ont été posées. Aucune source ne permet d'expliquer l'abandon du site. Si elle avait été achevée, la pyramide aurait eu une base de deux-cent-dix mètres de côté. Alexandre Barsanti a découvert au fond de la tranchée une cuve (sarcophage?) en granite de forme ovale (seul exemple connu en Égypte) ainsi que de nombreuses inscriptions à l'encre rouge sur les pierres du radier ne permettant pas de déterminer avec certitude à quel souverain était destinée cette pyramide.

## Exploration du monument

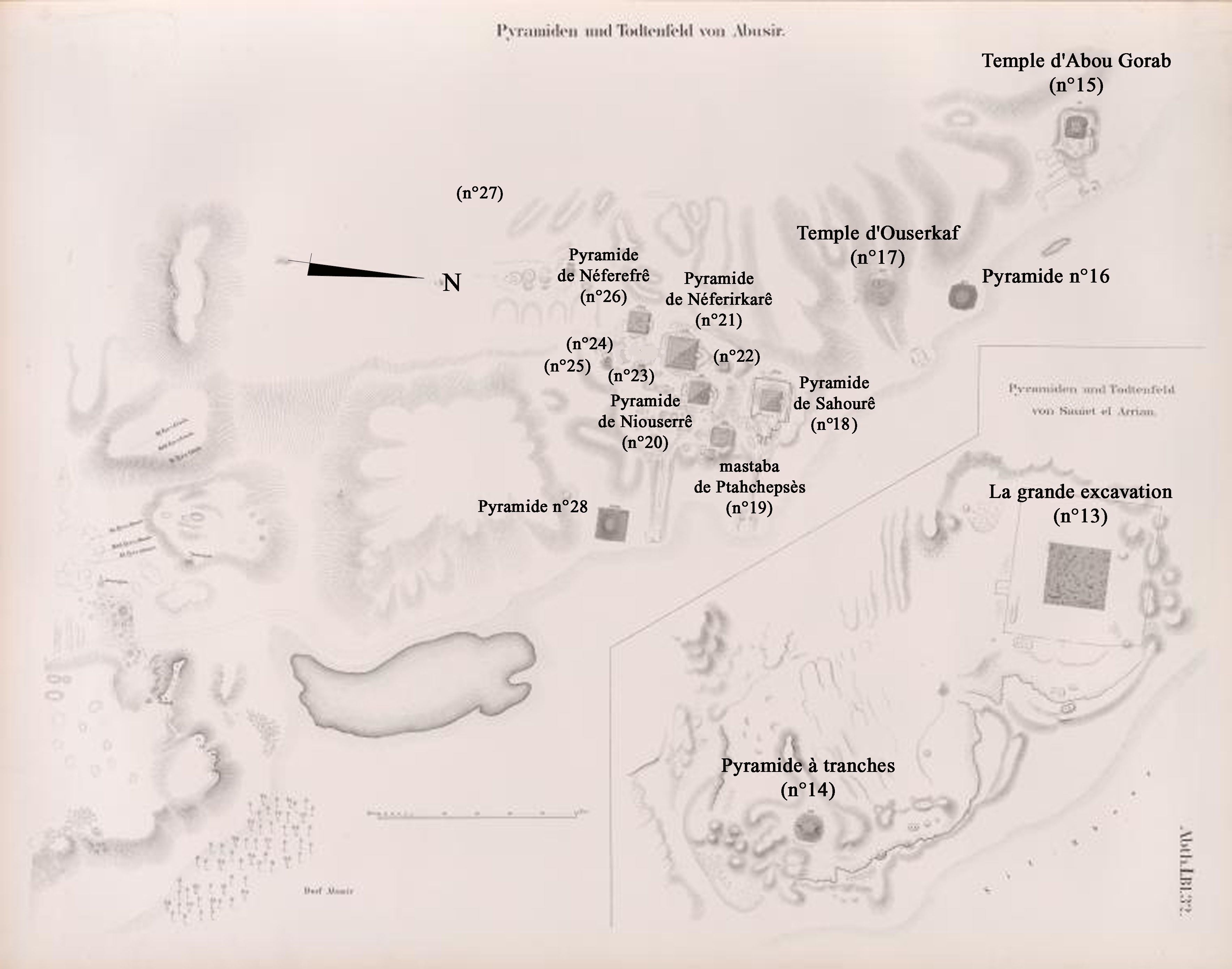
Carte de Zaouiet el-Aryan, selon Lepsius.

Les premières descriptions du monument ont été faites entre 1842 et 1846 par l'égyptologue allemand Lepsius. Il a étudié le puits principal et ses environs et a marqué la pyramide dans sa liste de pionniers comme étant la pyramide numéro XIII.
En 1900, en rejoignant les pyramides de Gizeh, Alexandre Barsanti découvre, à un kilomètres et demi au nord de la pyramide à tranches de Zaouiet el-Aryan, une construction rectangulaire où gisent d'innombrables fragments de pierres granitiques et de gros blocs de calcaire épars. Au centre, une dépression attire son attention et, aidé de cinquante ouvriers, il déblaye ce qui s'avère une immense tranchée creusée à même la roche, dont les parois taillées à pic s'enfoncent à plus de vingt-et-un mètres sous le niveau du sol environnant. Cette tranchée, large de 8,50 mètres et longue de cent-dix mètres, aboutit à une grande fosse rectangulaire, alors comblée de 4 500 mètres cubes de blocs de calcaire, certains pesant près de quatre tonnes, jetés pêle-mêle jusqu'à une hauteur de quinze mètres.
Les fouilles continuent en 1904 et permettent à Alexandre Barsanti d'atteindre le fond de la fosse en 1905. Il découvre un pavement fait d'énormes pierres de granite et de calcaire taillées et ajustées avec le plus grand soin, ainsi que le sarcophage ovale. Un évènement météorologique exceptionnel ayant comme conséquence l'inondation de la fosse jusqu'à une hauteur de trois mètres, l'égyptologue note que le niveau d'eau baisse brusquement d'un mètre, soit l'équivalent de cent-quatre-vingt mètres cubes, ce qui fait germer dans son esprit l'idée d'une chambre souterraine. C'est alors qu'il entreprend de démonter le sol de la fosse en déplaçant une à une les énormes pierres du dallage. Parallèlement, il fait creuser des galeries dans les parois pour contourner plus rapidement les fondations. Une débauche de moyens et d'efforts lui permet de déplacer nombre de blocs. Le chantier est interrompu en 1907 pour reprendre bien plus tard en 1911. Barsanti centre ses recherches autour d'un bloc particulièrement volumineux et pesant près de quarante tonnes, qui lui semble être un barrage à l'accès d'une hypothétique chambre funéraire. Faute de crédits, les fouilles sont à nouveau stoppées en 1912 pour ne plus connaitre de suite, Barsanti mourant en 1917. Les blocs n'ont jamais pu être remis en place et le monument, après avoir connu une certaine célébrité au début du XXe siècle, retomba dans l'oubli.
Voici comment Gaston Maspero décrit la grande excavation en 1905 :

« ... J'espère que les mieux informés parmi les touristes viendront admirer le monument : le plaisir qu'ils éprouveront pendant cette excursion vaut bien les deux ou trois heures qu'elle leur coûtera. L'immensité de l'œuvre entreprise par les Égyptiens ne se révèlera pas à eux tout d'abord ; c'est seulement au bas de l'escalier, lorsqu'ils poseront le pied sur le dallage de granit, qu'elle éclatera à leurs yeux. Non pas que chaque détail examiné en particulier offre rien de très remarquable et qui sorte de l'ordinaire, mais l'impression est de celles qu'on oublie jamais. La taille et la richesse des matériaux, la perfection des coupes et des joints, le fini incomparable de la cuve en granit, puis d'autre part la hardiesse des lignes et la hauteur des parois, tout se réunit pour composer un ensemble unique jusqu'à présent. C'est comme un choc que l'on ressent et nulle part la puissance des vieux architectes égyptiens ne révèle une force aussi soudaine. »

La grande excavation a servi de décor en 1954 pour le tournage du film de Howard Hawks La Terre des pharaons, film qui retrace de manière très hollywoodienne la construction de la grande pyramide. On peut y voir une reconstitution historiquement contestable de la descente du sarcophage de Khéops dans la grande tranchée. Depuis située dans une zone militaire, la grande excavation n'est plus visitable. La tranchée est largement encombrée de débris. Il ne subsiste strictement rien des fondations de la pyramide ni des vestiges de l'enceinte, tous recouverts par des édifices modernes.

## Architecture

### Localisation
La pyramide est située dans le secteur nord de Zaouiet el-Aryan, à environ 8 km au sud-ouest de Gizeh, dans le coin nord-est de la zone militaire restreinte,.

### Le complexe funéraire

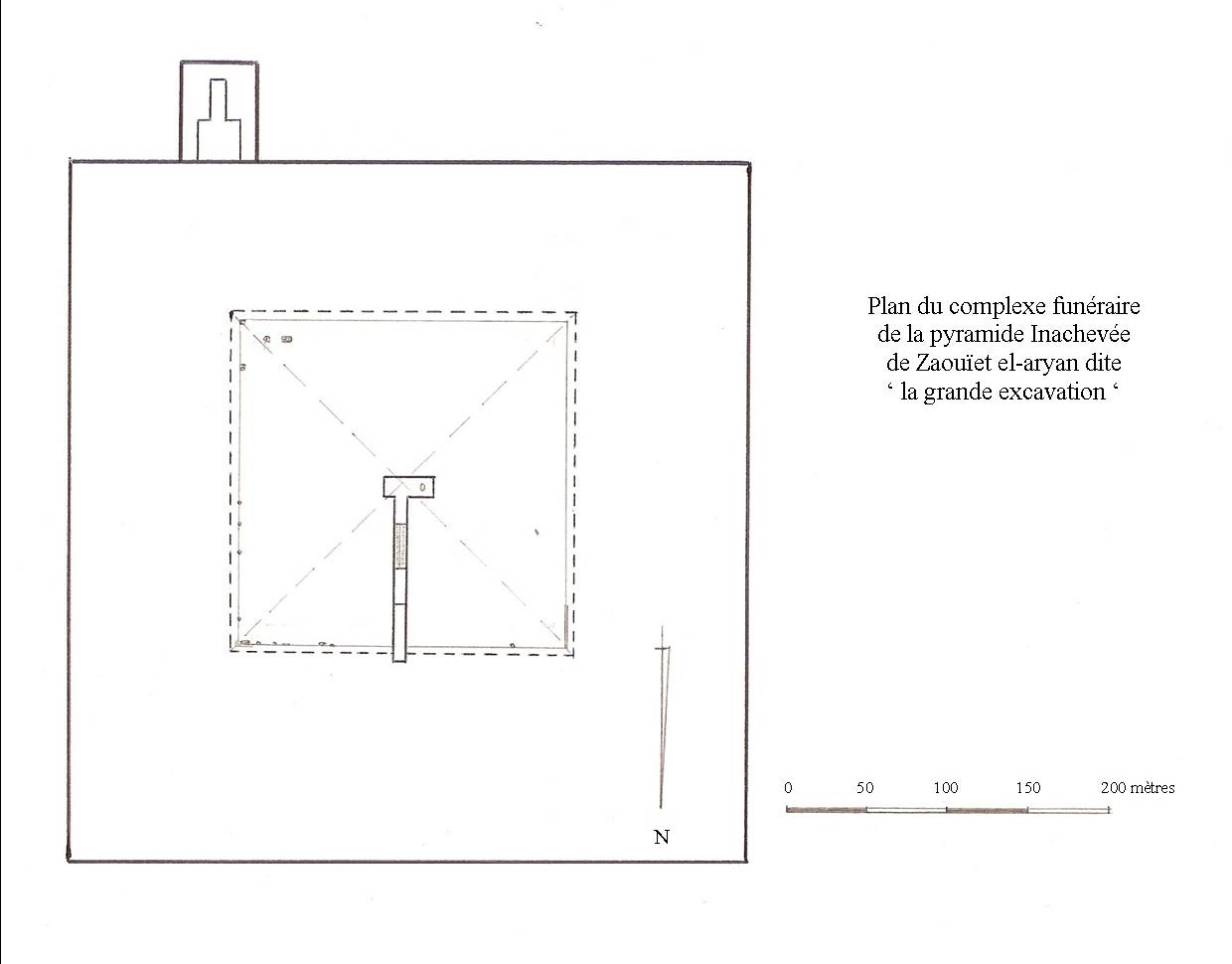
Plan du complexe funéraire de la grande excavation.

L'alignement du complexe de la pyramide est très similaire à celui de la pyramide de Djédefrê. Le mur d'enceinte de la pyramide, d'une épaisseur de 2,10 mètres, forme un rectangle de 465 × 420 m environ. Alexandre Barsanti a décelé les traces d'un petit édifice à l'angle sud-est de l'enceinte. En dehors de celui-ci, l'égyptologue n'a décelé que quelques anciennes habitations en forme de buttes qu'il pensait être contemporaines à la construction du grand monument. Dans une de celles-ci fut découverte une plaquette en schiste verdâtre portant le cartouche du pharaon Djédefrê. Cependant, comme la première couche de la pyramide n'a jamais été commencée, le complexe environnant a également été laissé inachevé et il n'y a aucune trace d'un temple mortuaire, d'une chaussée, d'un temple de la vallée ou de tout autre édifice cultuel,.

### La pyramide, la superstructure
On ne sait presque rien de la superstructure de la pyramide, car seule la base carrée, faite de roche naturelle, a été achevée. Elle mesure 200 × 200 m et présente des traces d'un socle environnant, conservé pour le revêtement de calcaire. La taille et la pente exactes prévues ne peuvent être évaluées car aucun bloc de parement ni aucun pyramidion n'ont jamais été trouvés et les socles des pyramides étaient toujours plus grands que la base de la pyramide elle-même. Il n'est donc pas exclu que la taille prévue de la pyramide ait pu être sensiblement plus petite,.

### La pyramide, l'infrastructure

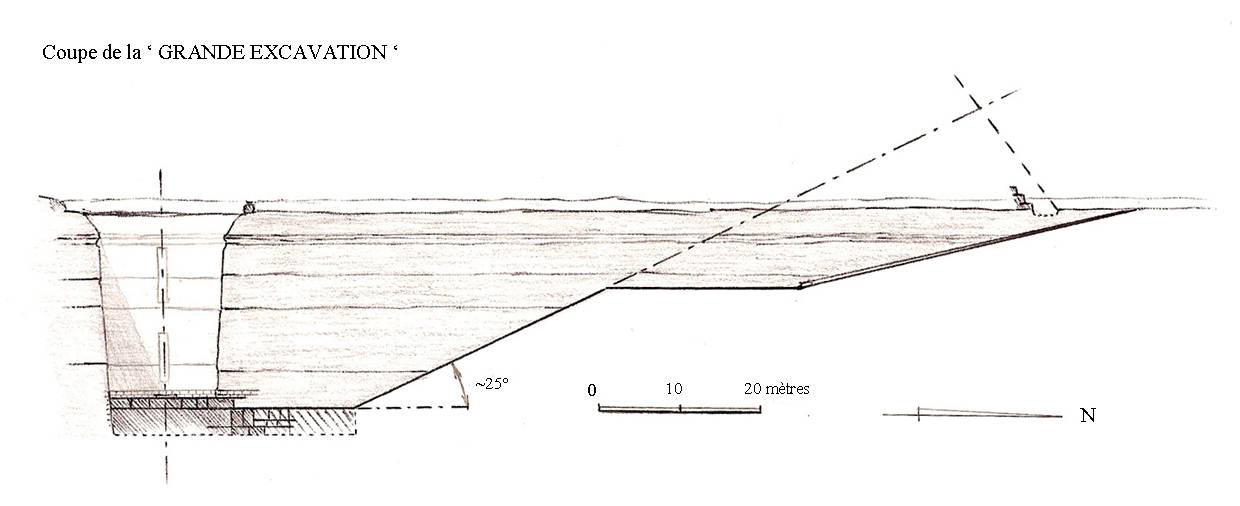
Coupe de la grande excavation.

L'infrastructure se compose d'une impressionnante tranchée en forme de T creusée dans la roche, dont le couloir est sur un axe Sud-Nord et la chambre sur un axe Est-Ouest. Le puits complet n'a pas de plafond restant et il est possible qu'il n'en ait jamais eu. La longueur de la tranchée est d'environ cent-dix mètres. Elle débute par une rampe inclinée, interrompue à la moitié de sa longueur par une surface horizontale dont on ignore l'utilité, et aboutissant à une fosse dont la largeur est de 15 m, la longueur de 25 m et la profondeur de 25 m. Les anciens constructeurs l'avaient comblée de gros blocs de calcaire, certains pesant de trois à quatre tonnes, jusqu'à une hauteur de quinze mètres. Quelques blocs portent encore des inscriptions à l'encre rouge. Ce remplissage a été retiré au début du XXe siècle. Les murs du puits sont lisses mais n'ont jamais été recouverts de pierres et la chambre n'a jamais été achevée. Seul le sol de la chambre a été terminé et recouvert de blocs de granit massifs, chacun d'une longueur de 4,5 m et d'une épaisseur de 2,5 m, pesant jusqu'à neuf tonnes chacun. Le dallage de la fosse est en pierres de taille de granite pesant jusqu'à quarante tonnes et finement jointoyées avec du mortier. Sur la hauteur et au centre de la paroi ouest de la fosse était tracée une ligne à l'encre rouge. On retrouve une autre marque de ce type sur la paroi sud visant l'axe de la rampe d'accès. Les Égyptiens avaient pris soin de crépir les parois,.
Près de l'extrémité ouest de la chambre, une cuve inhabituelle en granite rose poli a été découverte. De forme ovale, elle était encastrée dans l'un des blocs de pierre constituant le plancher de la chambre. Il semble que la cuve ait été introduite dans la chambre pendant la construction des fondations, car elle est trop grande pour passer par le passage menant à la chambre. La cuve mesure 3,15 m de long, 1,22 m de large et 1,5 m de profondeur. Le couvercle ovale a été trouvé in situ scellé sur elle avec du plâtre. À sa découverte, la cuve était encore recouverte d'une couche de chaux et d'un lit épais d'argile pour la protéger des blocs de calcaire empilés soigneusement par-dessus. La cuve était vide, mais selon Barsanti, de petites traces noirâtre de dix centimètres de hauteur d'une substance ont été trouvées à l'intérieur de la cuve, mais malheureusement elles n'ont jamais été examinées de plus près et aujourd'hui elles sont perdues,
En outre, Barsanti affirme avoir trouvé une tablette de dédicace endommagée portant le nom du roi Djédefrê.

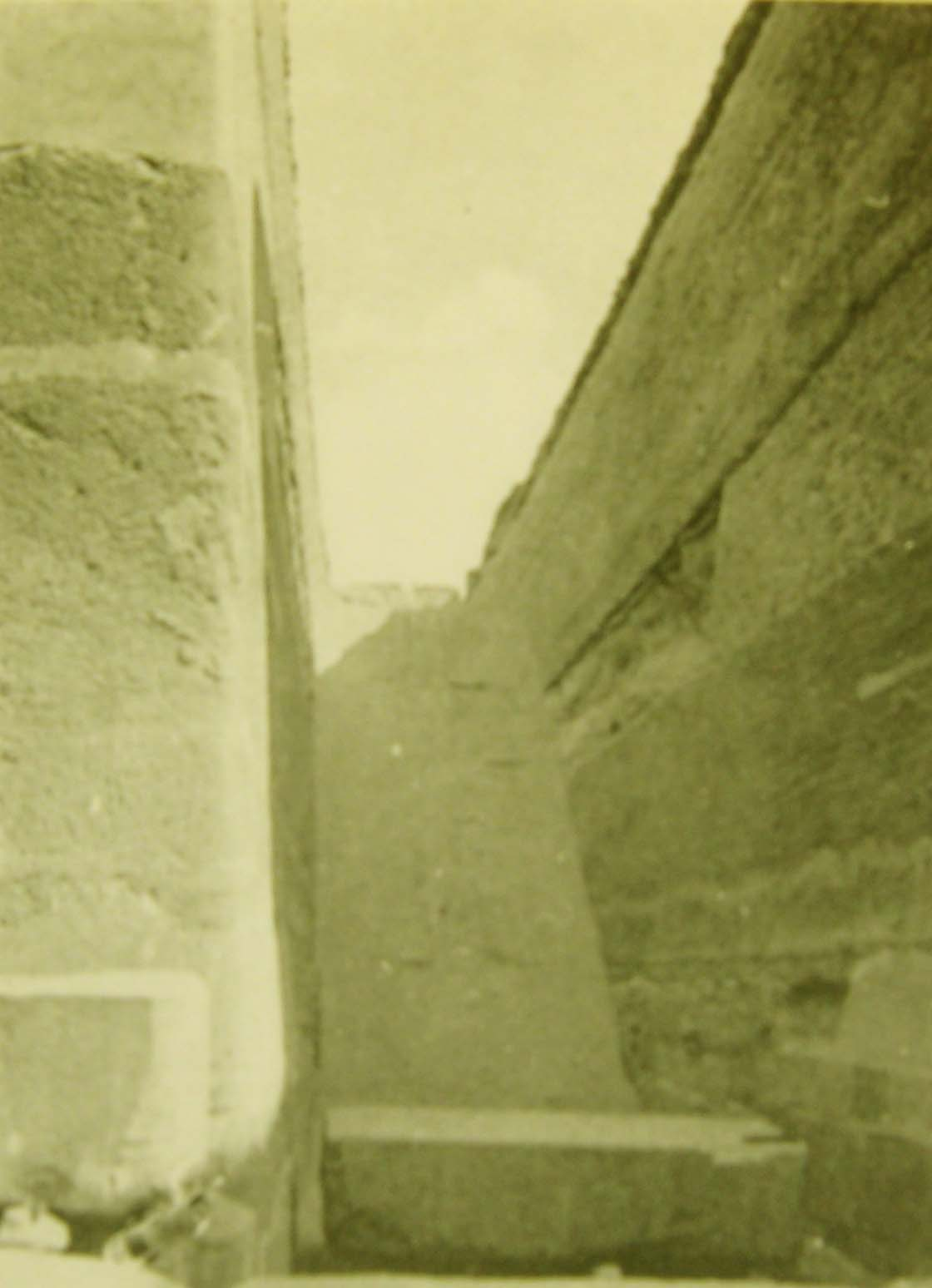
La descenderie en 1912
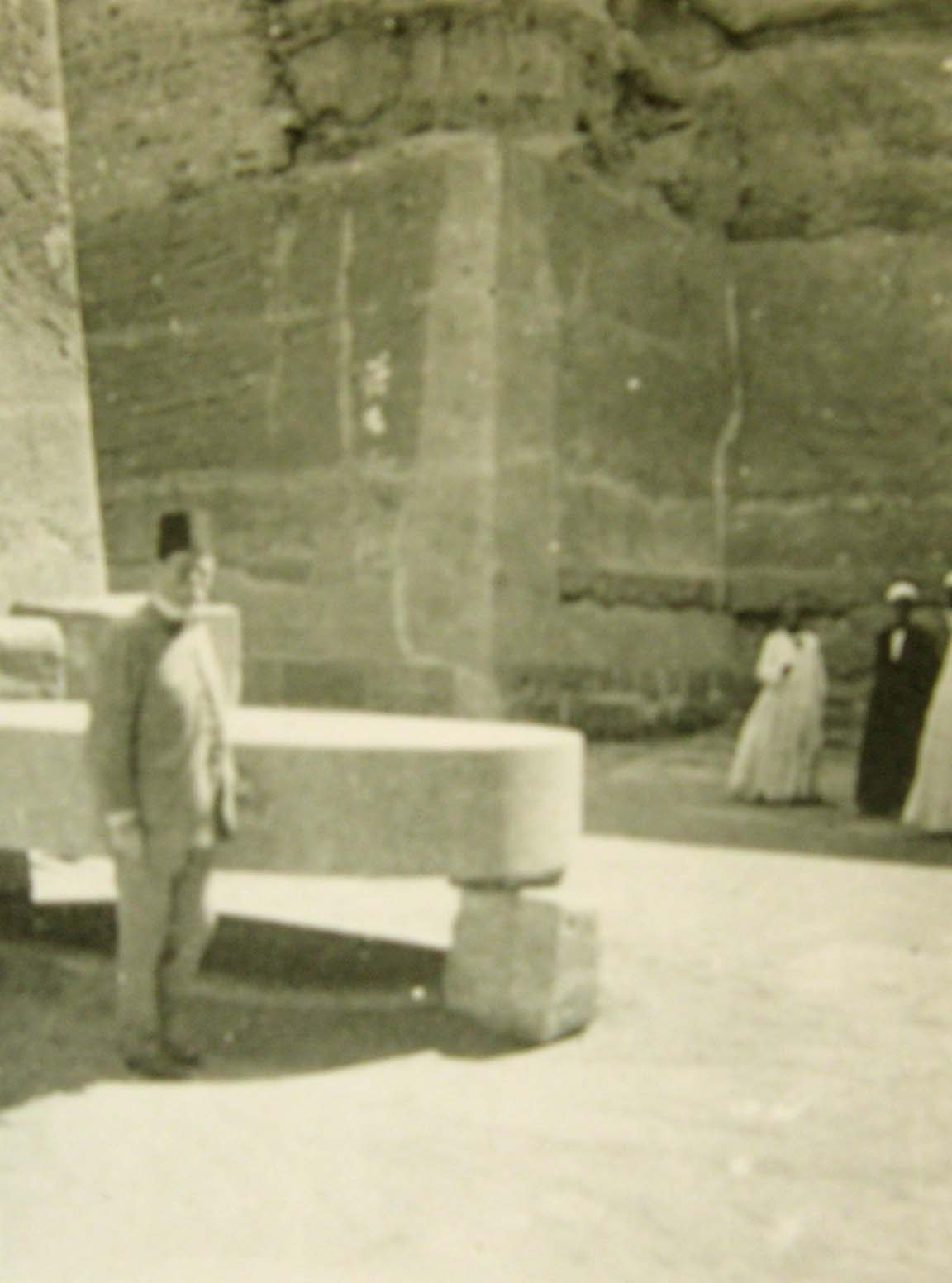
La fosse en 1912
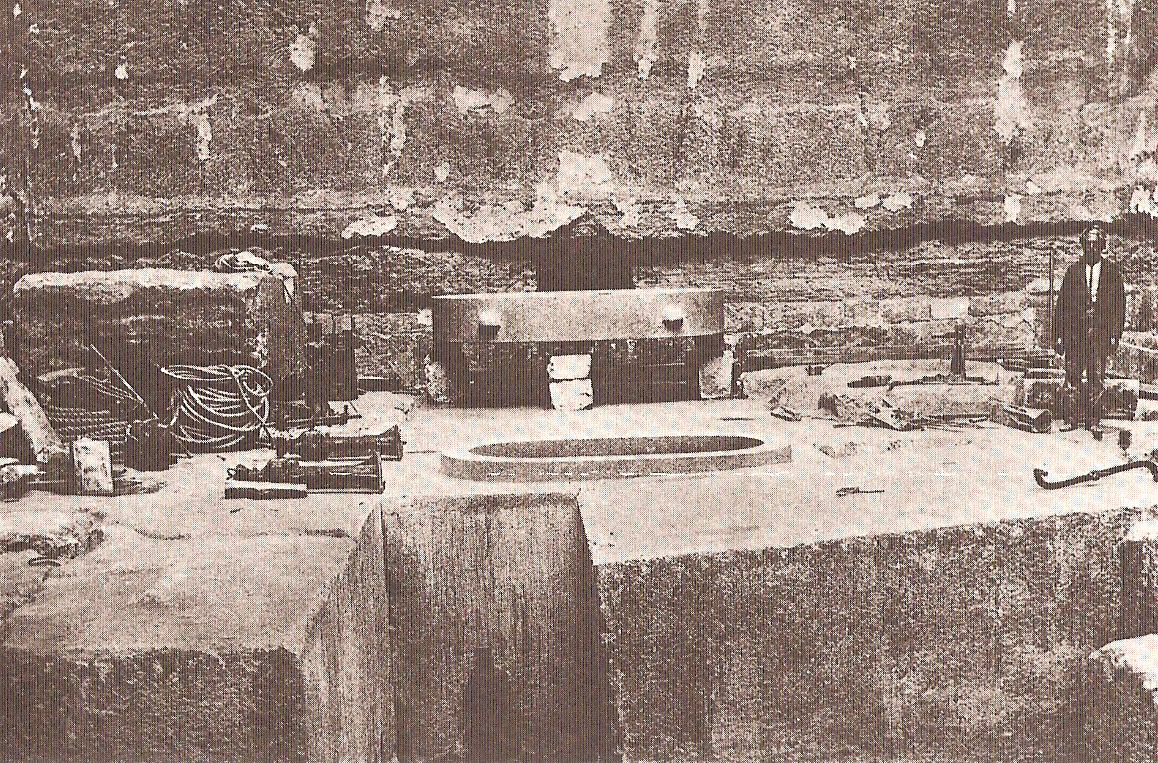
Photo de la cuve prise lors des fouilles de 1905
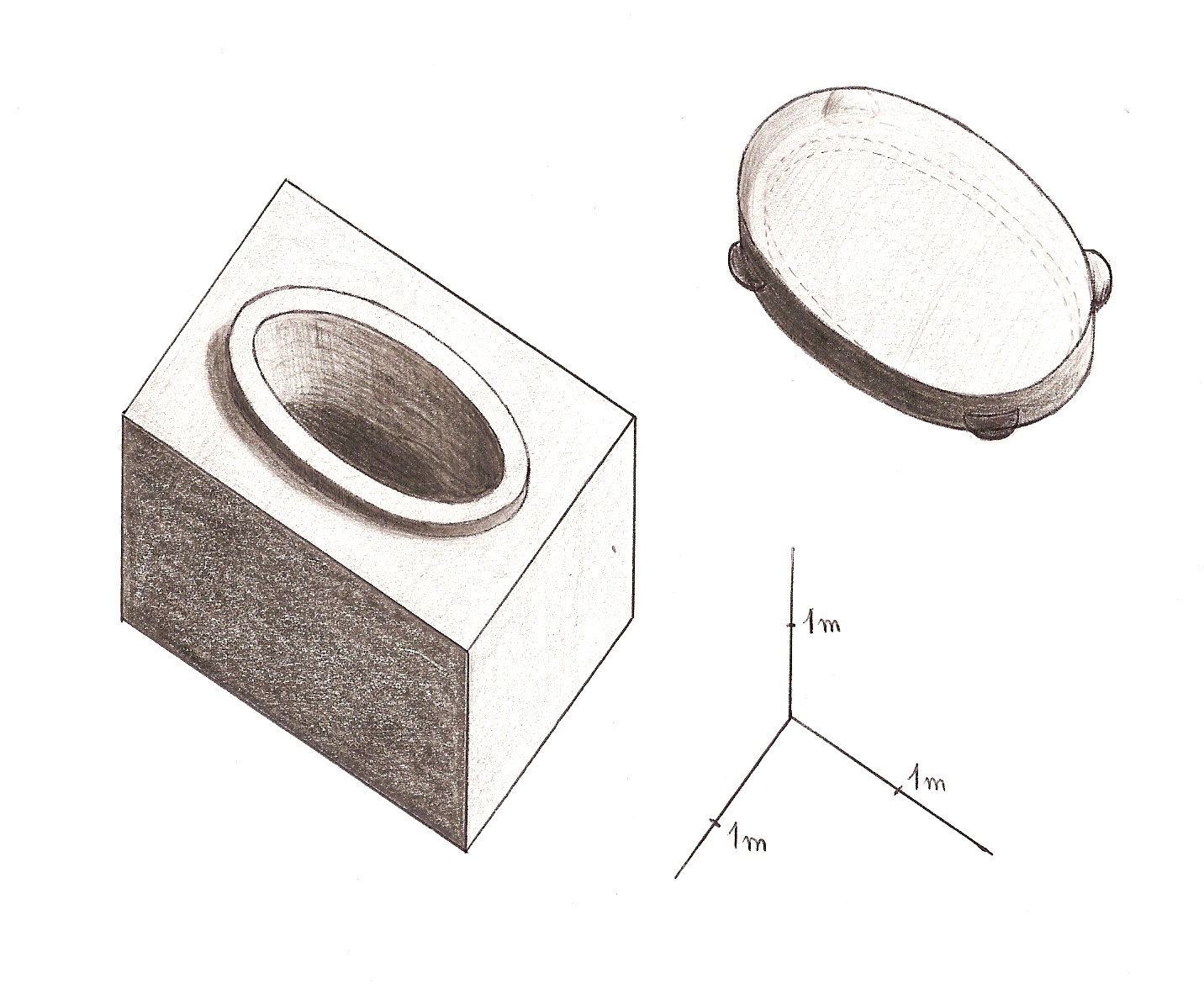
La cuve en granite de la grande excavation

## Attribution et datation de la pyramide
Les égyptologues et les historiens discutent encore de l'attribution de la pyramide à un éventuel roi. Étant donné qu'aucun objet funéraire n'a été trouvé et que les trouvailles revendiquées par Barsanti n'ont été ni publiées ni conservées[réf. nécessaire], il est difficile d'identifier le propriétaire de la tombe. De plus, la pyramide n'est actuellement plus accessible, faisant partie d'une zone militaire.

### Inscriptions

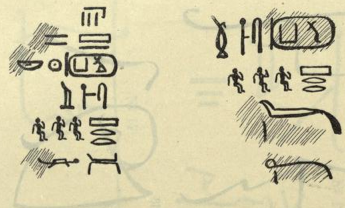
Inscription à l'encre rouge avec le nom des équipes d'ouvriers, 1905, dessin de A. Barsanti.

Les égyptologues pointent du doigt plusieurs graffitis à l'encre noire et rouge, qui ont été trouvés dans la fosse et dans la rampe descendante. Alessandro Barsanti a enregistré au moins soixante-sept inscriptions. Elles indiquent les noms des différentes équipes d'ouvriers ainsi que le nom du complexe de la pyramide prévue : Seba?-Ka, signifiant L'étoile de ?-Ka. L'équipe d'ouvriers dont le nom apparaît le plus souvent - et qui était donc l'équipe principale pendant les travaux de construction - était Wer-ef-seba ?-Ka, ce qui signifie Grand comme l'étoile du (roi) ?-Ka. L'inscription no 35 donne le nom de Néferka-Néfer (qui signifie Son beau Ka est parfait), mais ne fait pas référence à des personnes connues de la IVe dynastie. Les graffitis no 15 et 52 mentionnent également un nom royal intéressant : Nebkarê, qui signifie Seigneur du Ka de Rê. On ne sait pas s'il s'agit en fait du nom d'un roi encore inconnu ou de celui d'un prince. Une autre inscription, la no 55, mentionne un nom d'or possible : Neb hedjet-noub, signifiant Seigneur de la couronne d'or.

### Lecture des inscriptions

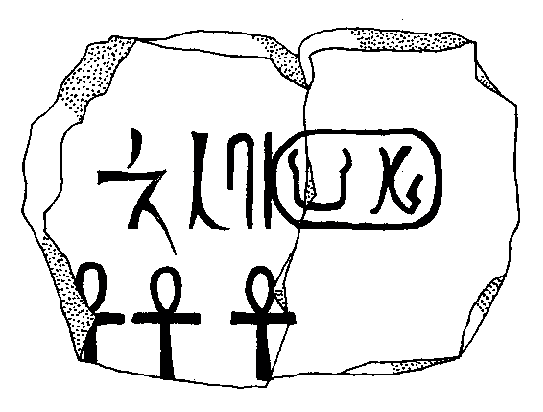
Fragment de pierre calcaire portant l'inscription no 21 et le mystérieux nom en cartouche, 1905, dessin de A. Barsanti.

Le principal problème est la lecture correcte du nom du cartouche qui se trouve dans au moins six inscriptions à l'encre. Alors que le second signe hiéroglyphique est certainement un symbole Ka, le premier signe est illisible. Malheureusement, Alessandro Barsanti n'a pas fait de fac-similé des inscriptions et a plutôt fait des dessins à la main peu précis, de sorte que le premier hiéroglyphe reste indéchiffrable. Par conséquent, il existe plusieurs lectures alternatives du nom du cartouche : Kurt Heinrich Sethe lit Nebka (Son Ka est le seigneur), Jean-Philippe Lauer lit Bik-Ka (Son Ka est divin), Peter Kaplony lit Schena-Ka (Son Ka est puissant) et Gaston Maspero lit Nefer-Ka (Son Ka est beau/improchable),,. Wolfhart Westendorf propose même la représentation d'une girafe, un animal considéré comme sage et doué de pouvoirs chamaniques.

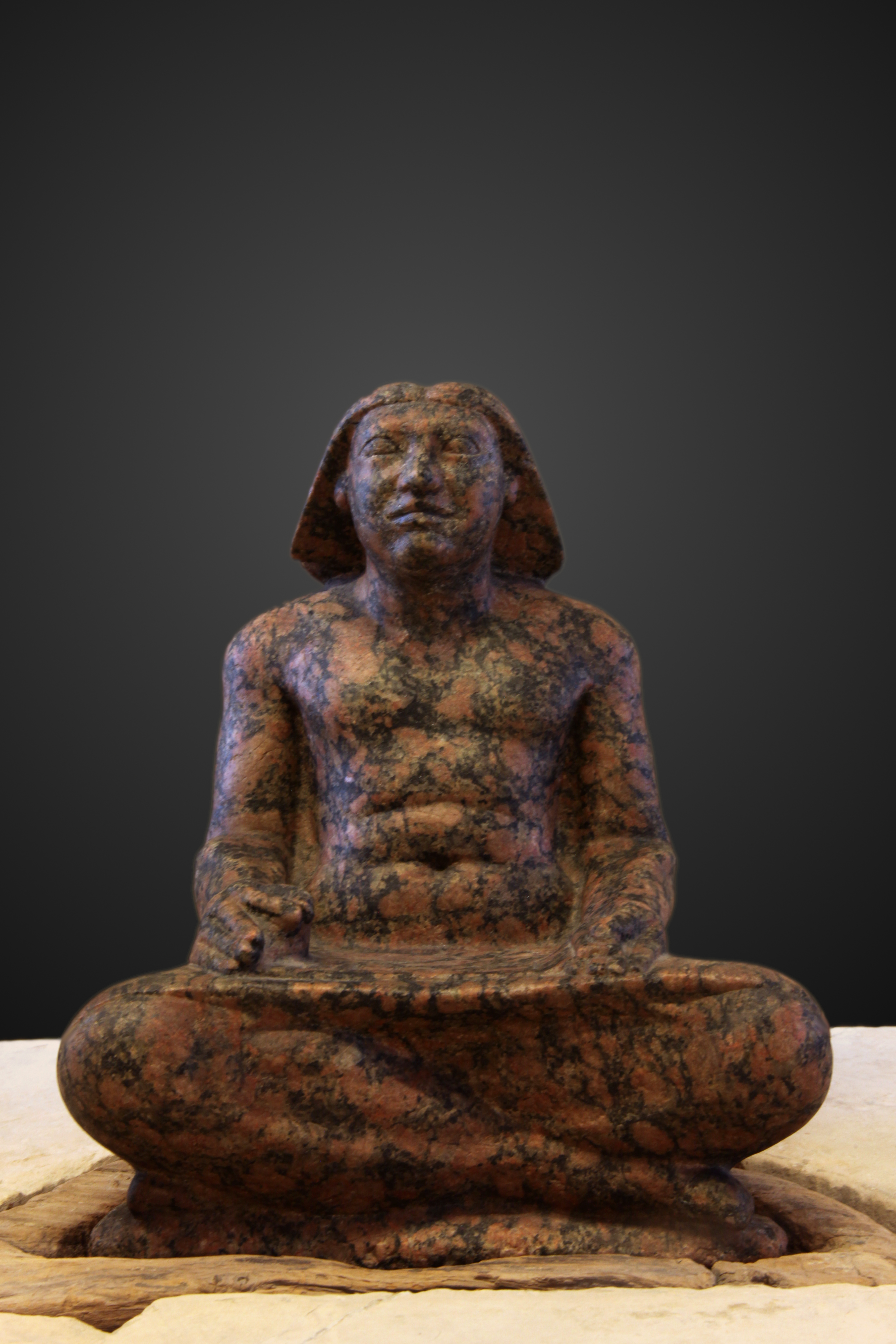
Statuette de Setka, retrouvée à Abou Rawash, Musée du Louvre.

Jürgen von Beckerath et George Andrew Reisner pensent au contraire que la pyramide a été conçue comme la tombe d'un prince bien connu de la IVe dynastie, nommé Baka, fils du roi Djédefrê. Le nom de Baka est écrit avec les hiéroglyphes d'un bélier ainsi que le symbole Ka. Beckerath suppose que Baka a changé son nom en Bakarê (Âme et Ka de Rê) lorsqu'il est monté sur le trône, mais qu'il est ensuite mort inopinément, ne laissant qu'un puits funéraire inachevé. Ainsi, Beckerath et Reisner lisent le nom mystérieux de Ba-Ka (Son Ka est son Ba) à Zaouiet el-Aryan,. Aidan Mark Dodson voit un animal représentant Seth assis et lit donc le nom trouvé dans la pyramide comme étant Seth-Ka (Seth est mon Ka). Il pense que la pyramide a été conçue comme le tombeau du prince Setka, un autre fils du roi Djédefrê. Dodson doute de la lecture Baka et se demande pourquoi le nom du cartouche à Zaouiet el-Aryan ne contient pas de hiéroglyphe solaire alors qu'il était censé être adressé au dieu soleil,. Quoi qu'il en soit, les deux théories, si elles sont correctes, placeraient la grande excavation dans la IVe dynastie.

### Caractéristiques architecturales
À l'appui d'une datation de la IVe dynastie, Reisner, von Beckerath et Dodson soulignent les caractéristiques architecturales du puits funéraire, en particulier l'utilisation de blocs de granit taillés pour des socles de cette taille, qui ne remonte pas à avant le règne de Khéops (Khoufou). Ils font également référence aux fragments de sarcophage de la pyramide de Djédefrê, qui sont faits du même matériau (granit rose). Le sarcophage de Djédefrê avait également à l'origine une forme ovale et a été travaillé dans le revêtement de sol. En outre, von Beckerath, Reisner et Dodson indiquent la tablette de dédicace de Djédefrê prétendument trouvée par Barsanti près de la rampe descendante de la pyramide comme preuve d'une datation du milieu de la IVe dynastie,,.
Kurt Sethe, Nabil M.A. Swelim et Wolfgang Helck contredisent les arguments précédents et datent le puits de la fin de la IIIe dynastie. Ils soulignent qu'en général, l'utilisation de granit taillé comme revêtement de sol dans les tombes royales était une tradition depuis le règne du roi Khâsekhemoui, le dernier roi de la IIe dynastie. En outre, la tradition de construire des tombes en forme de puits sous une pyramide était une tradition de la IIIe dynastie, et non de la IVe dynastie. L'alignement du complexe pyramidal sur un axe sud-nord était également courant pendant la IIe dynastie,. En outre, W. Helck et Eberhard Otto soulignent que les similitudes de conception entre la grande excavation et celle de Djédefrê sont peut-être frappantes, mais que la conception de la pyramide de Djédefrê était de toute façon atypique pour la IVe dynastie. Ainsi, utiliser le plan de la tombe de Djédefrê comme argument de comparaison ne peut pas confirmer une datation de la IVe dynastie. Enfin, les égyptologues doutent des évaluations de Barsanti concernant la taille de la base de la pyramide. Ils pensent que la pyramide n'était pas aussi grande que celle évaluée par Lepsius et Barsanti. Ils doutent également de la découverte de la tablette de dédicace de Djédefrê, car cet artefact n'a jamais été publié,.

## Filmographie
- La Terre des pharaons de Howard Hawks, 1954